# Sarcosphaera coronaria
Sarcosphaera coronaria (Nikolaus Joseph von Jacquin, 1778 ex Joseph Schröter, 1893) din încrengătura Ascomycota, în familia Pezizaceae și de genul Sarcosphaera este o ciupercă saprofită,  comestibilă, dar consumată crud sau nu bine fiartă foarte otrăvitoare, fiind denumită în popor coroniță violetă. În România, Basarabia și Bucovina de Nord nu apare prea des, dar acolo unde crește, se găsește în număr mare, adesea în tufe, în mod predominant pe soluri argiloase și calcaroase de marnă. Se dezvoltă prin păduri de conifere sub rășinoase, dar, de asemenea, în cele mixte, ocazional sub fagi, nu rar de-a lungul marginea drumurilor și ale spațiilor deschise. Timpul apariției este din (aprilie) mai până în iunie (iulie), în special de la deal la munte.

## Taxonomie

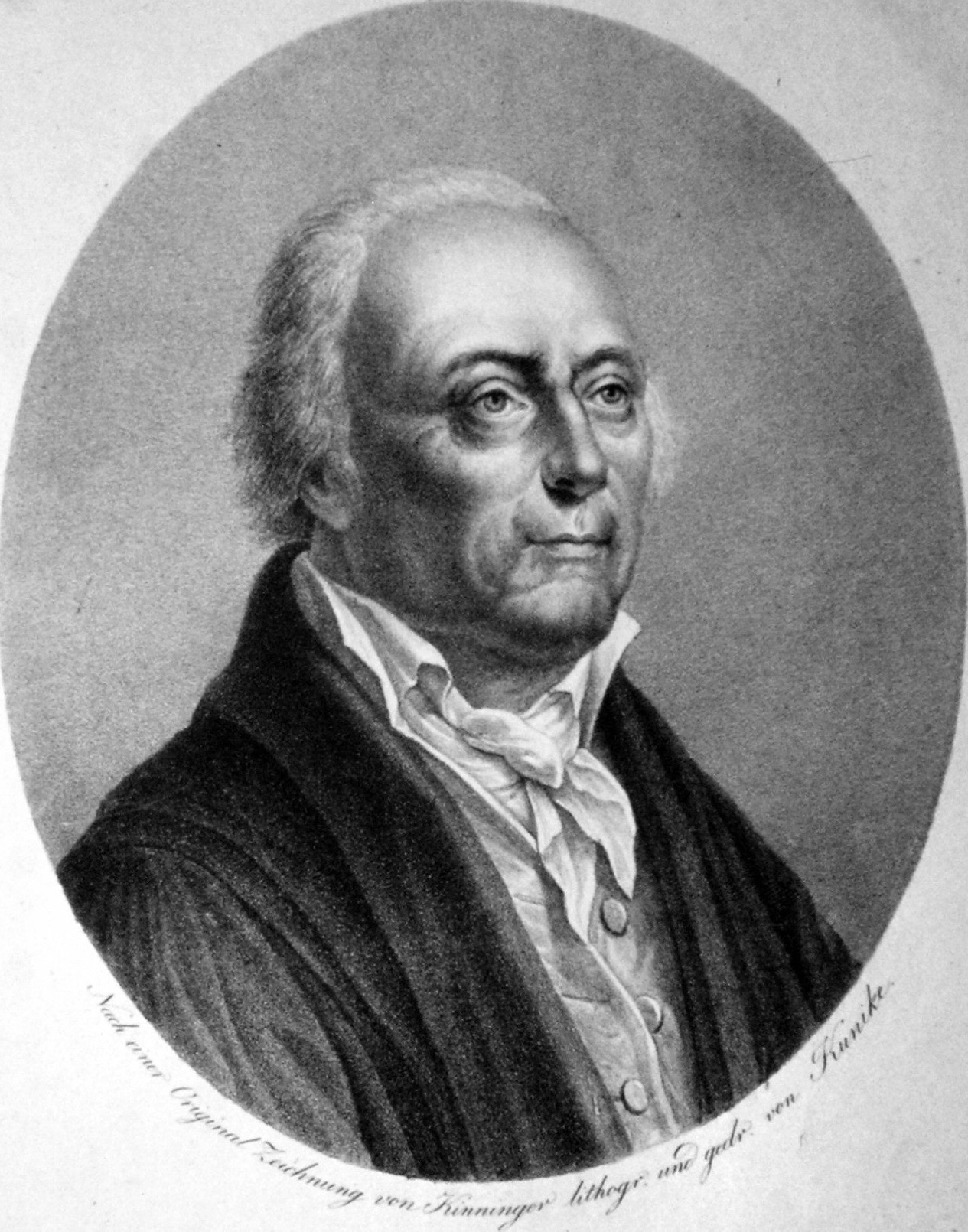
N. Jacquin

Specia a fost descrisă pentru prima dată ca Peziza coronaria de renumitul botanist, chimist și medic austriac de origine franceză Nikolaus Joseph von Jacquin, în volumul 1 al operei sale Miscellanea austriaca ad botanicam, chemiam, et historiam naturalem spectantia din 1778.
Apoi, micologul german Joseph Schröter a transferat specia la genul Sarcosphaera, nou creată de abia cu câțiva ani înainte (1859) de compatriotul său Bernhard Auerswald (1818-1870), păstrând epitetul, de verificat în volumul 3 a cărții Kryptogamen-Flora von Schlesien din 1893.
Cele multe alte încercări de redenumire sunt cu toate acceptate sinonim, dar sunt mai mult sau mai puțin nefolosite. Denumirea identică Sarcosphaera coronaria a lui Émile Boudier, deja din anul 1885, nu este valabilă în prezent (2019), deci mai veche și pare să fie chiar neacceptată. A fost însa folosită mult în trecut, de exemplu și de Giacomo Bresadola.

## Descriere

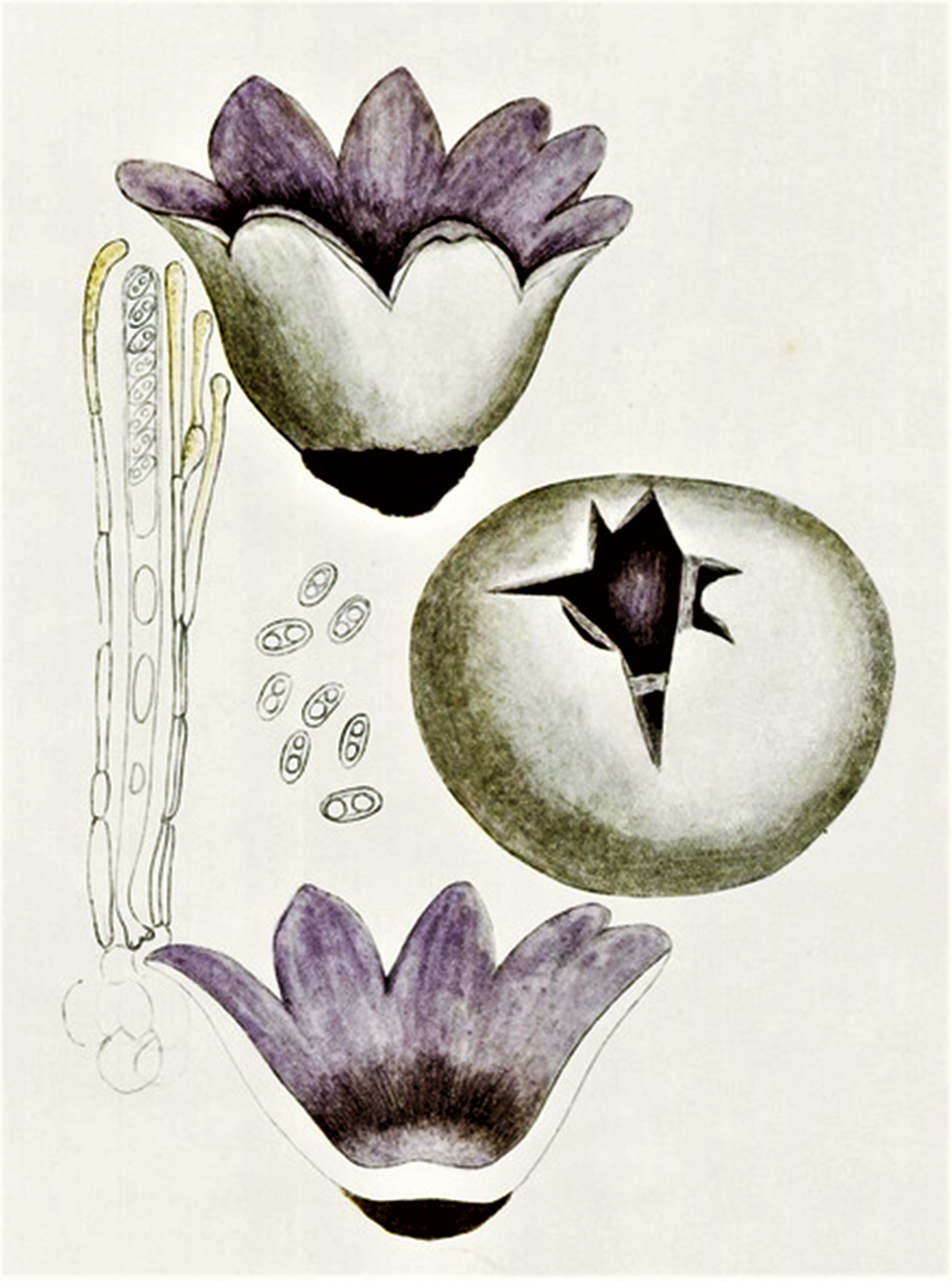
Bres.: Sarcosphaera coronaria

- Corpul fructifer: are un diametru 3-15 cm și o înălțime de până la 5 cm, fiind cărnos și sfărâmicios. Apotecile se dezvoltă subteran sub forma unei sfere albicioase, care străpunge solul la maturitate și crapă apoi la vârf într-o formă de stea în 5-8 petale, ce se încovoaie către exterior dând o alură de coroană ciupercii și expunând stratul fructifer. Suprafață inferioară (superioară), cea fertilă (adică cea căptușită cu stratul himenal care va produce sporii), este netedă, uscată și lucioasă, de culoare inițial albicioasă, apoi variabilă de la violet sau violet puternic până la liliaceu și lila-maroniu, devenind spre bătrânețe din ce în ce mai brună, suprafața exterioară sterilă fiind tărâțată până slab pâsloasă, de un colorit gri-albicios murdar și adesea plină de particule de pământ. Marginile petalelor se prezintă în culoarea cărnii.
- Piciorul: este absent sau foarte rudimentar, albicios, arătând doar o abordare miceliană.
- Carnea: alb-cenușie este cărnoasă (poate ajunge chiar la 5 mm grosime), suculentă, sfărâmicioasă și fragilă. Mirosul este la exemplare tinere imperceptibil, iar la cele bătrâne amintește de revent, gustul fiind blând.[3][4]
- Caracteristici microscopice: are spori mari, elipsoidali, netezi, hialini (translucizi), cu două picături uleioase in alveole (bi-gutulați) în interior, măsurând 15-18 × 8-10 microni. Pulberea lor est albă. Ascele cu 8 spori sunt cilindrice foarte alungite de 300-350 x 20-25 microni și pedicelate (structură în formă de pedunculi), parafizele organele sterile între asce) fiind colorate viu în brun de scorțișoară, filiforme, septate, adesea ramificate și bifurcate cu o grosime de 6-8 microni.[10]
- Reacții chimice: pentru ciupercă (aspect exterior) nu sunt cunoscute.[11] Vârfurile ascelor se colorează într-o soluție de iod iodurat violet.[12]

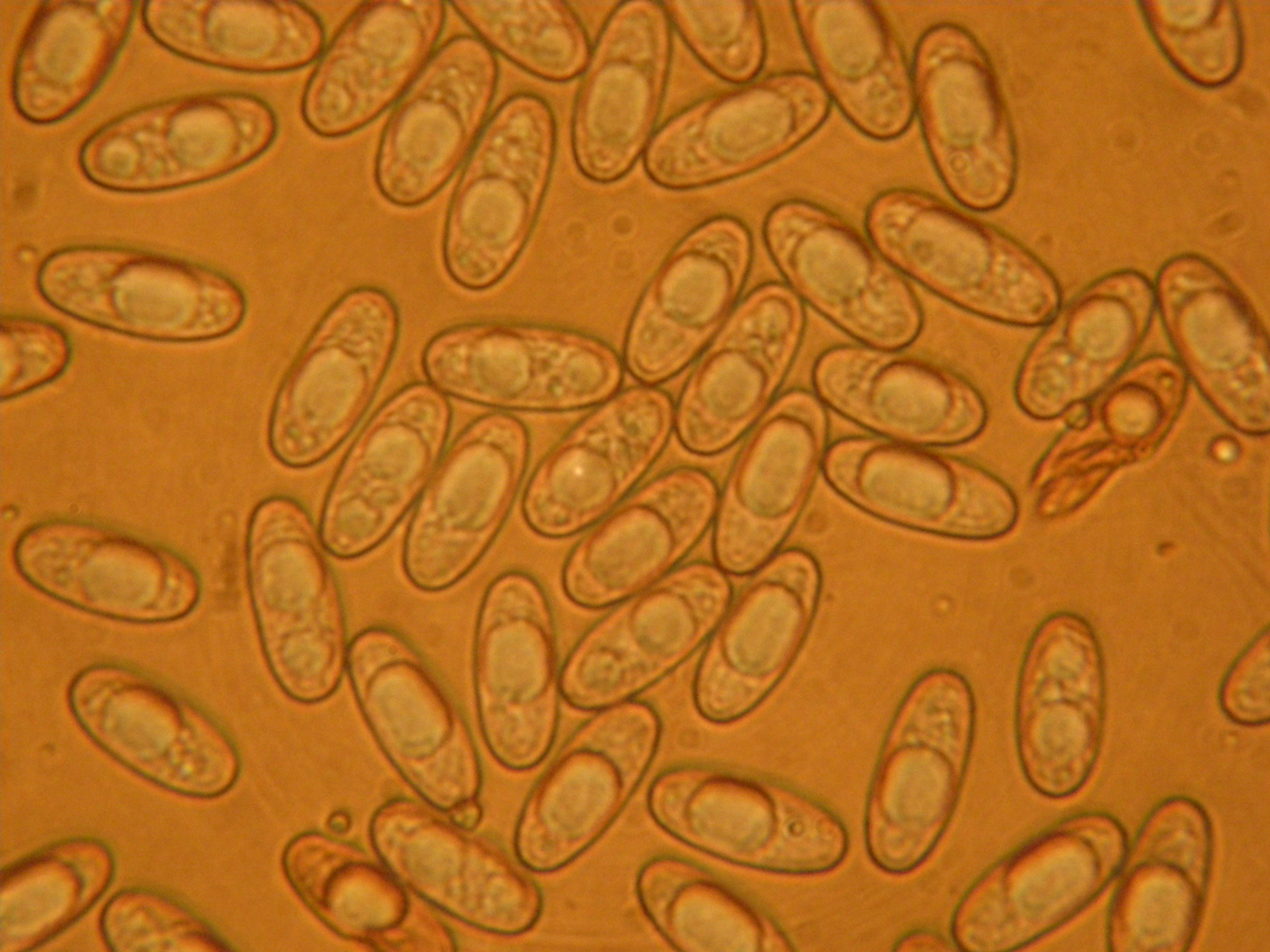
Sarcosphaera coronaria, spori
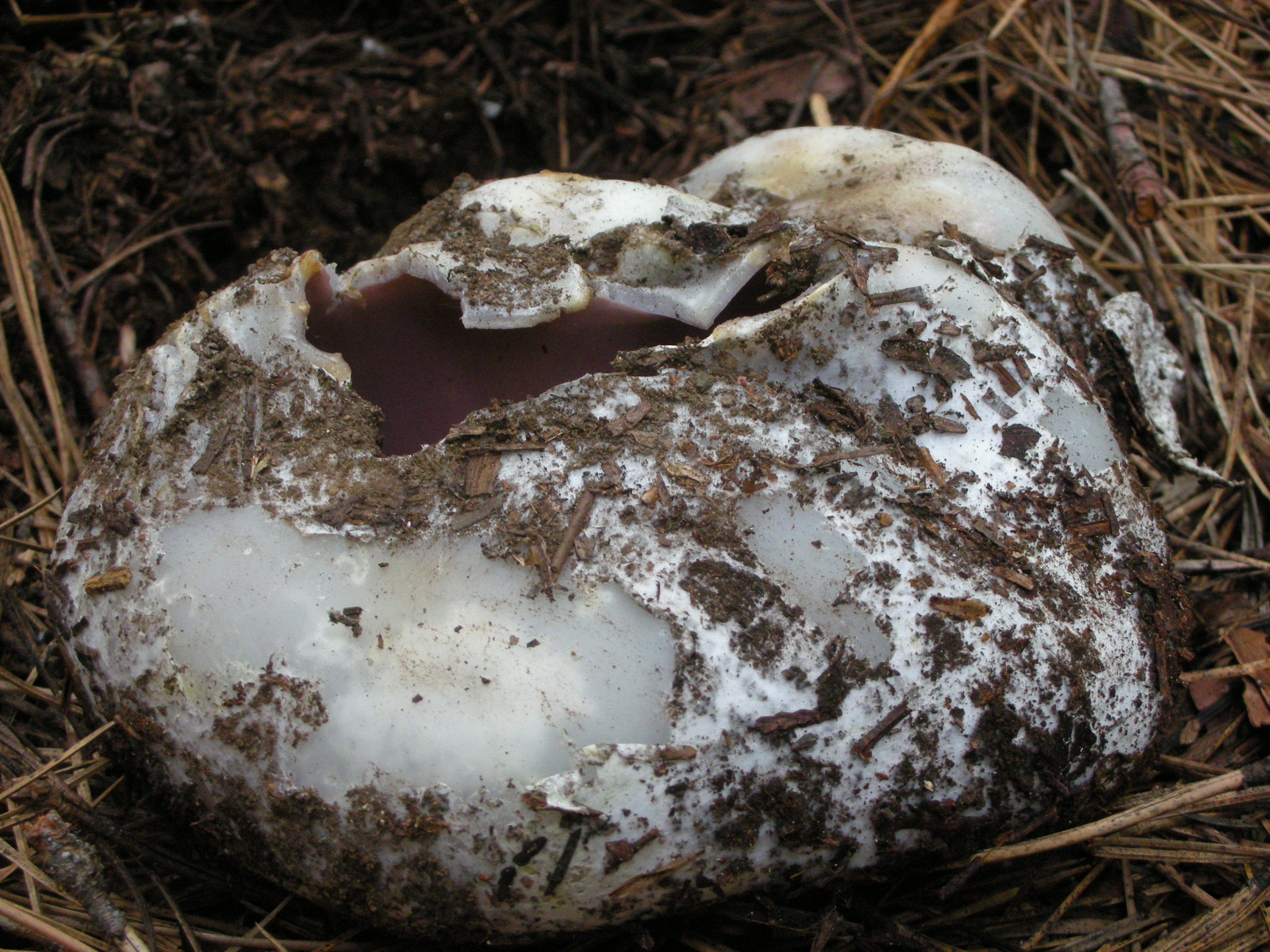
S. coronaria , încă sferică
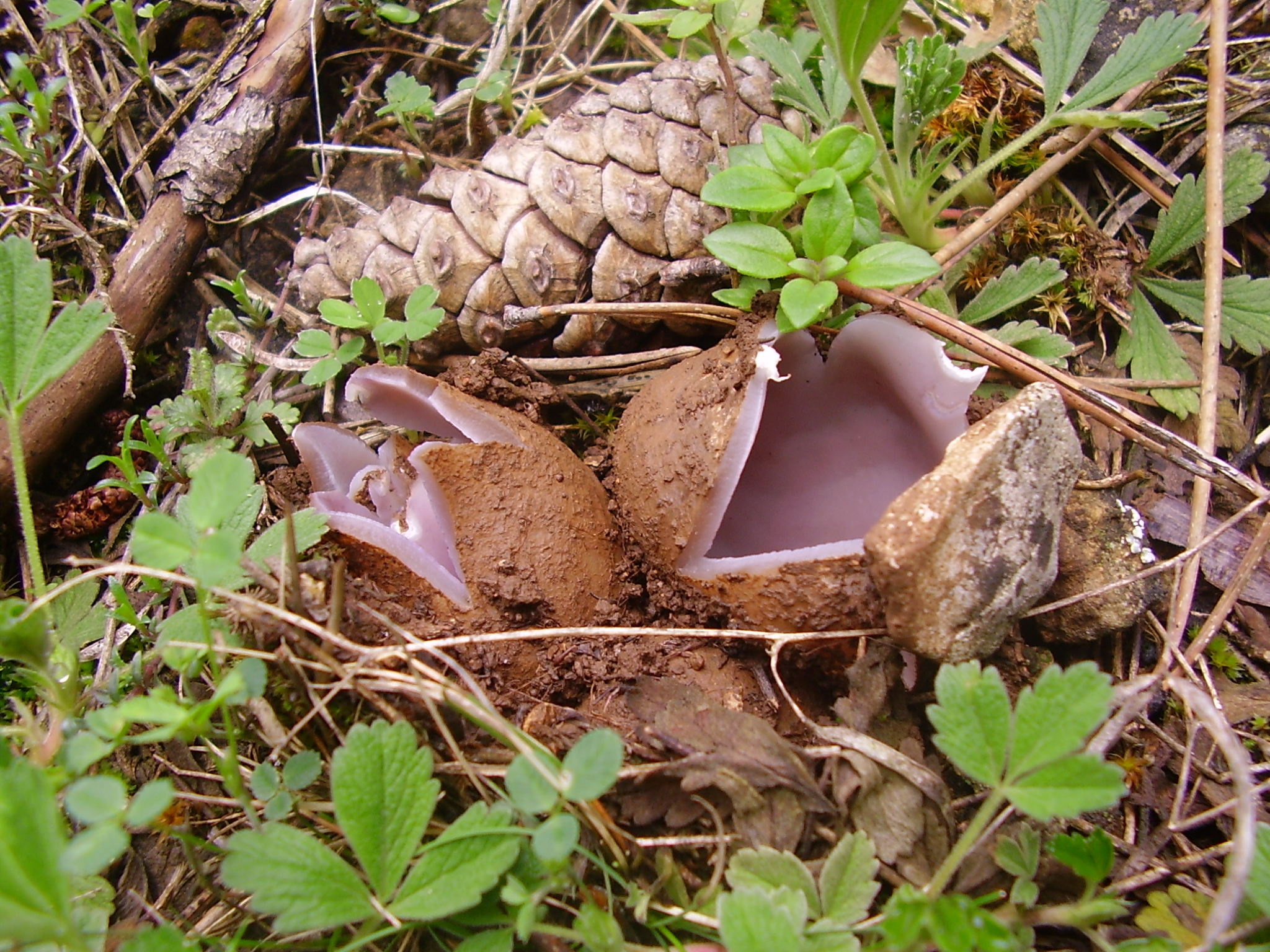
S. coronaria tânără
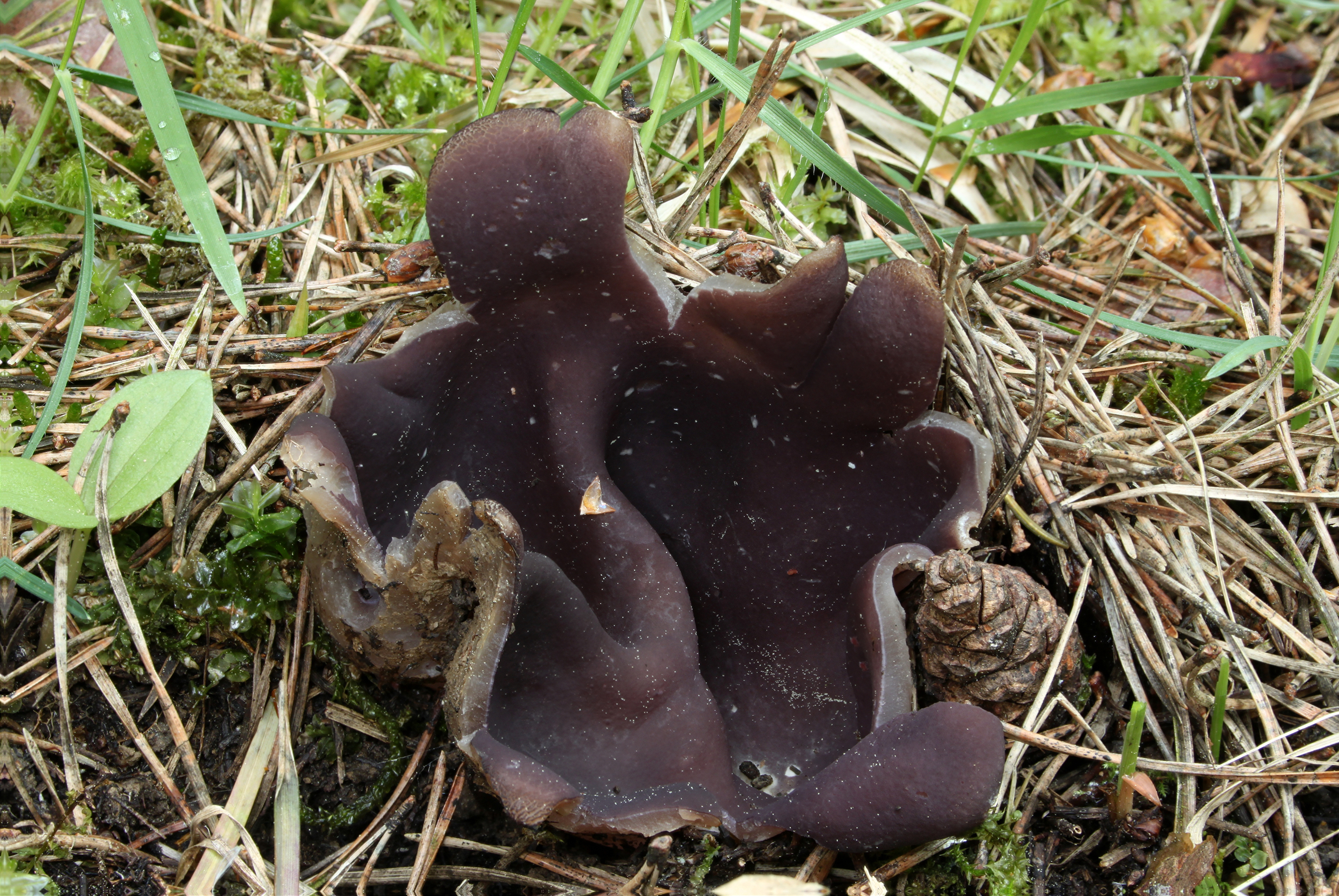
S. coronaria bătrână
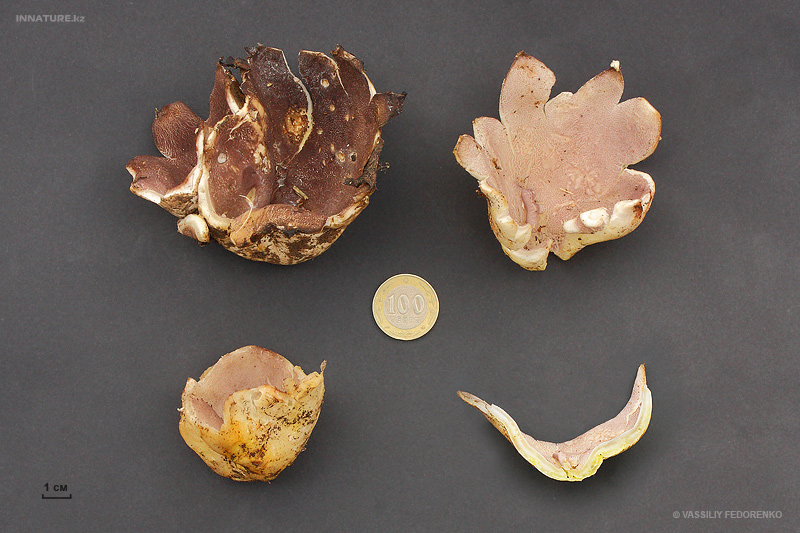
S. coronaria, diverse aspecte

## Confuzii
Specia poate fi confundată de exemplu cu: Aleuria aurantia (comestibilă), Discina ancilis sin. Discina perlata (comestibilă), Disciotis venosa (comestibilă), Geoporia sumneriana sin. Sepultura sumneriana (probabil comestibilă), Peziza badia (comestibilă), Peziza praetervisa (fără valoare culinară), Peziza vesiculosa (comestibilă) sau Sarcoscypha coccinea (comestibilă).

## Specii de ciuperci asemănătoare

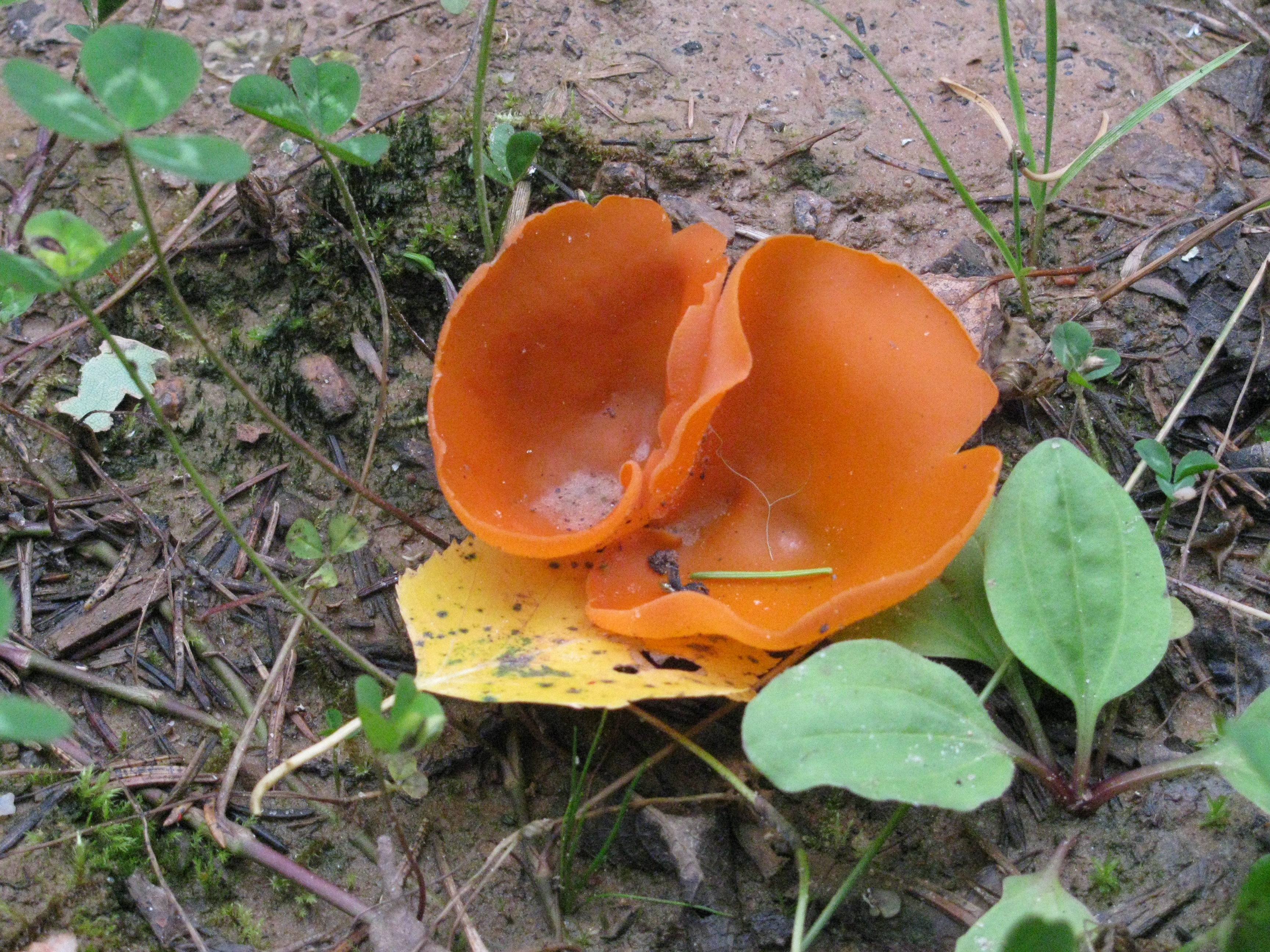
Aleuria aurantia
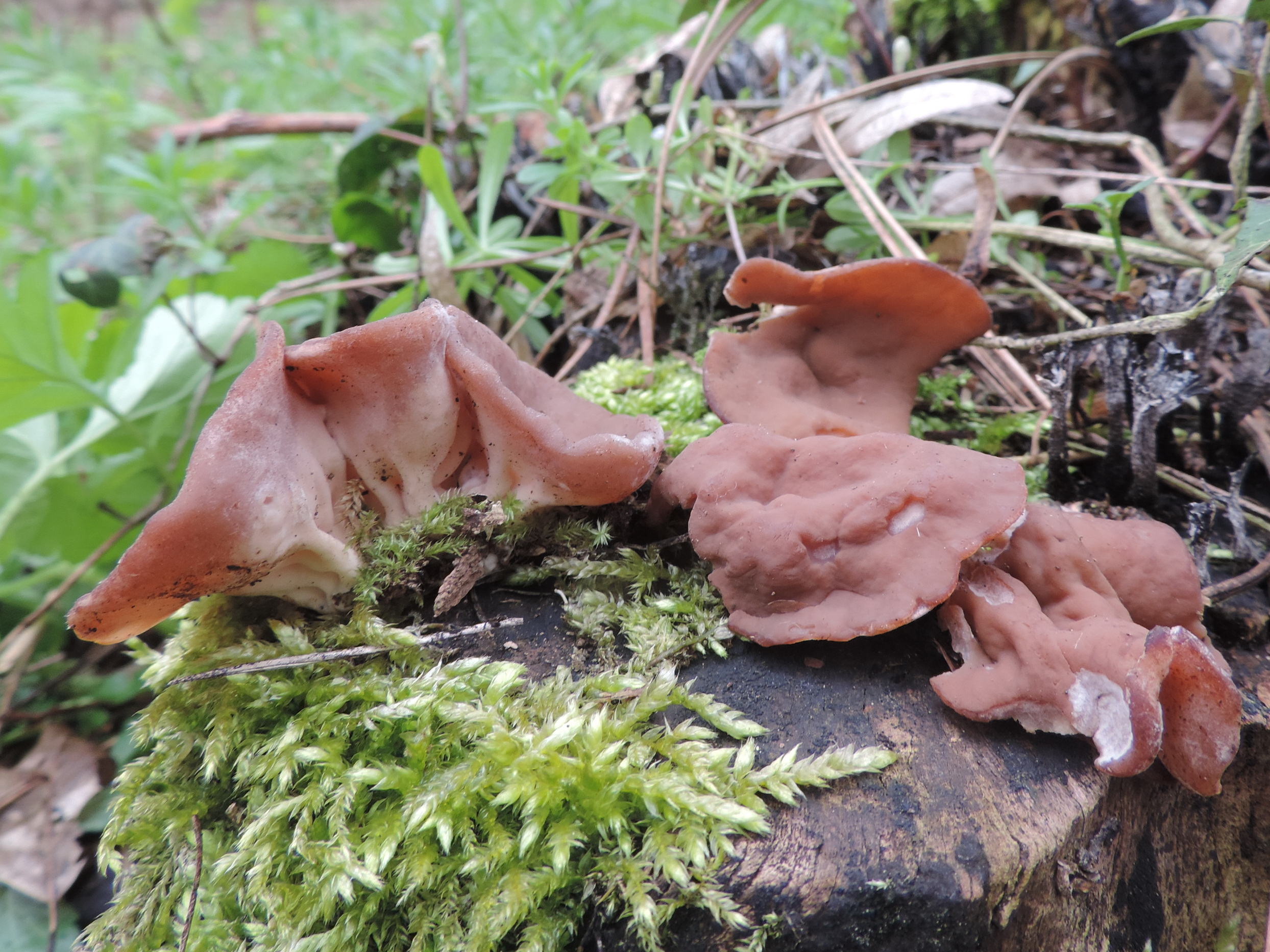
Discina ancilis
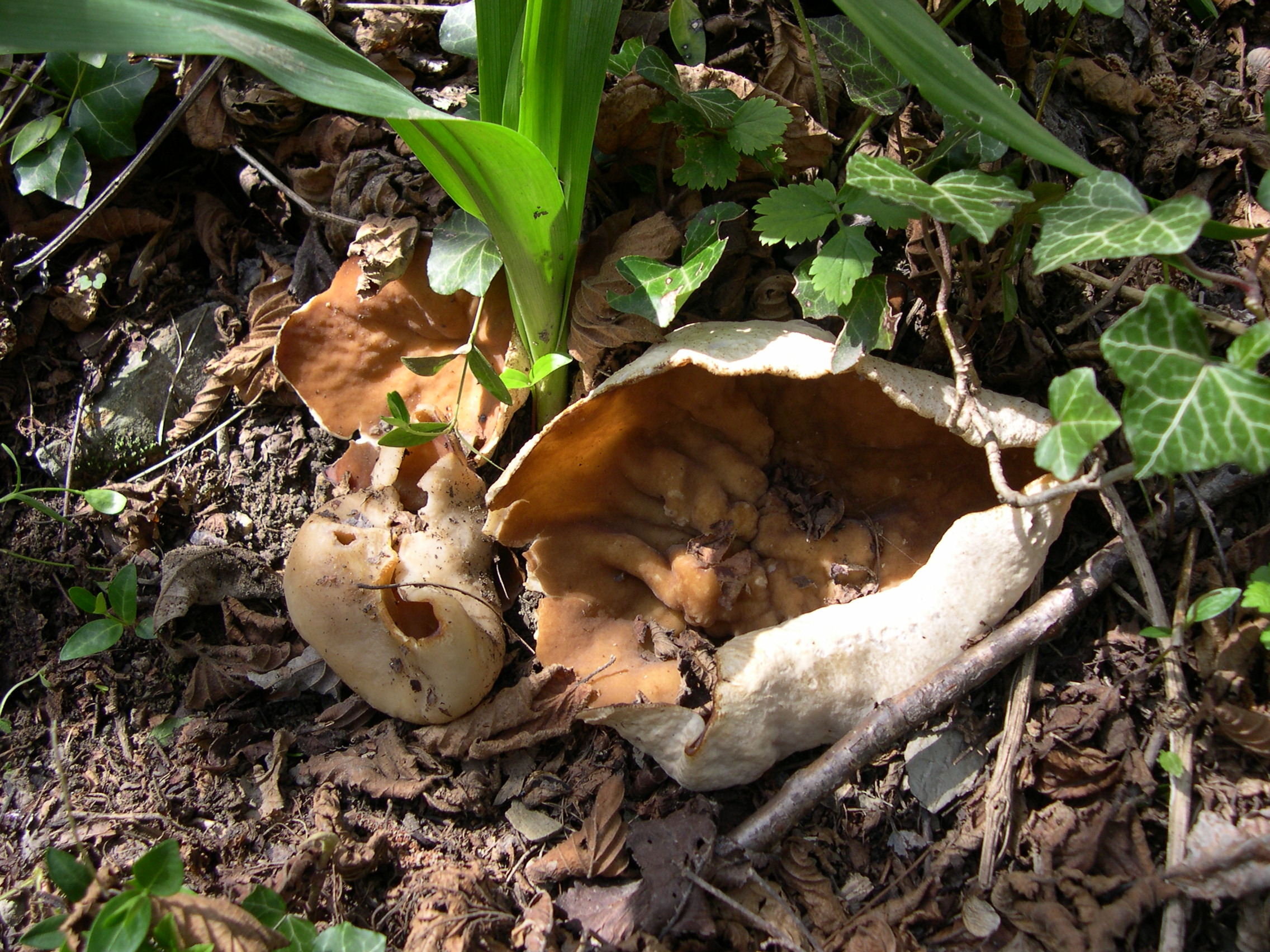
Disciotis venosa
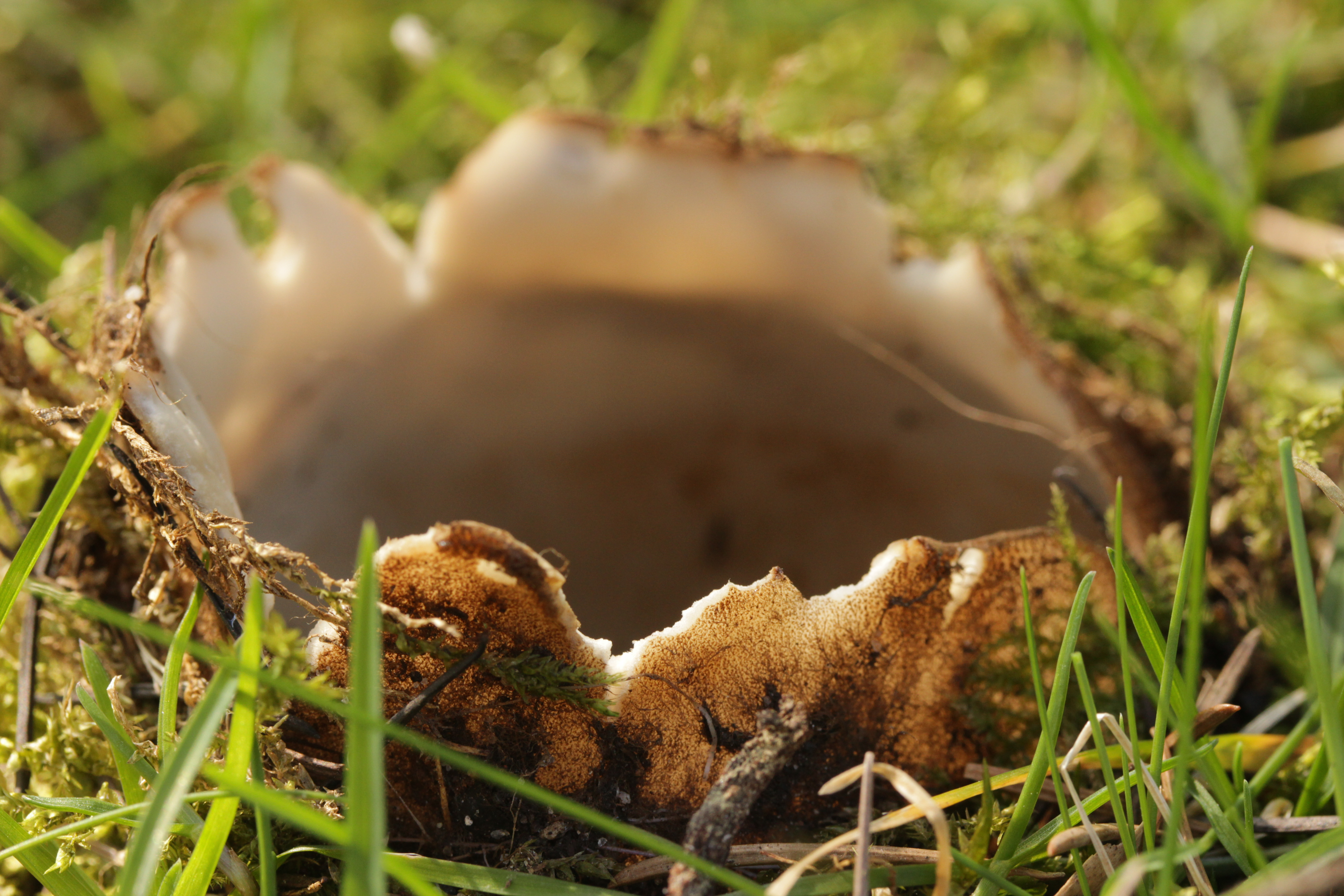
Geopora sumneriana
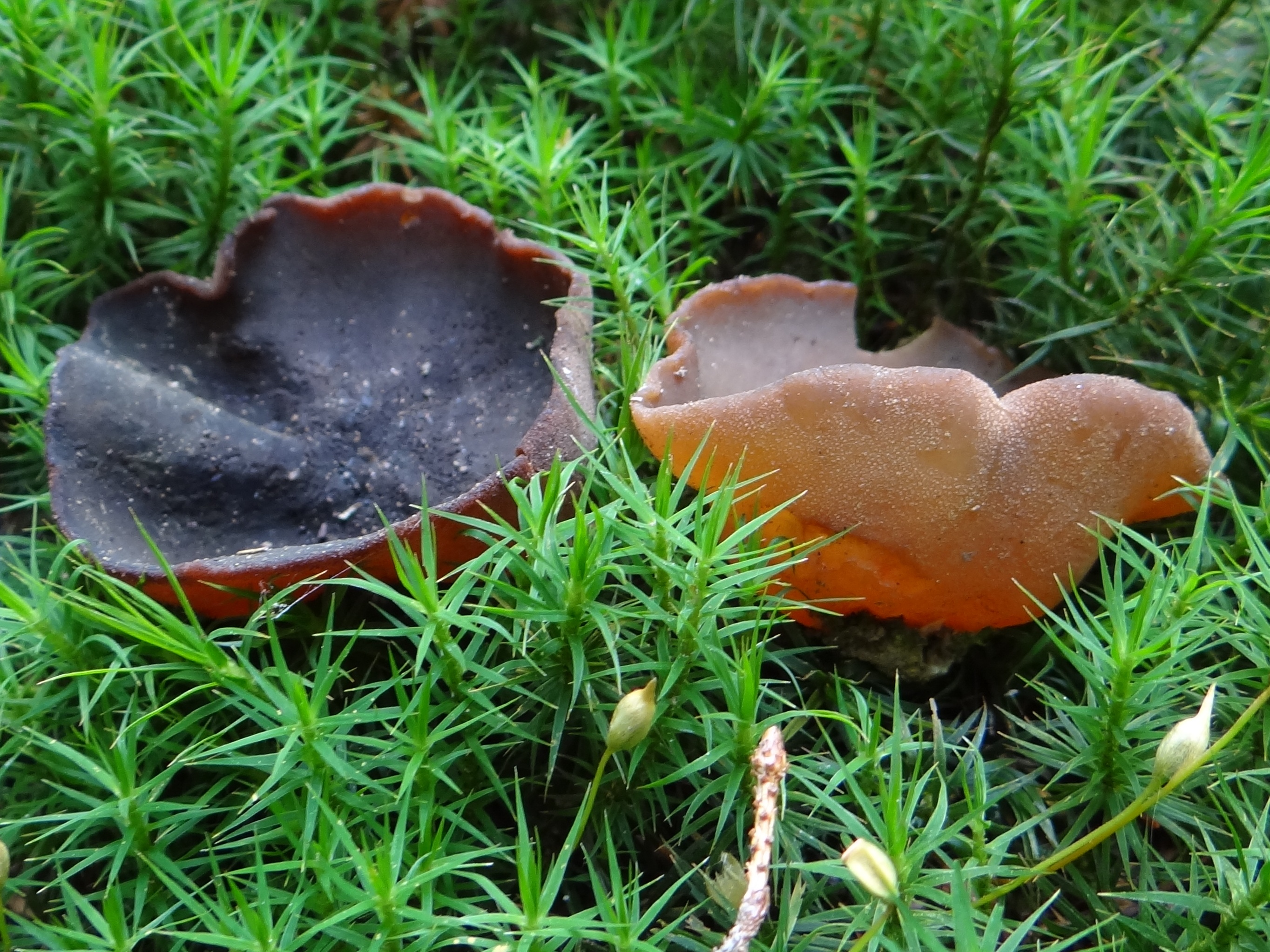
Peziza badia
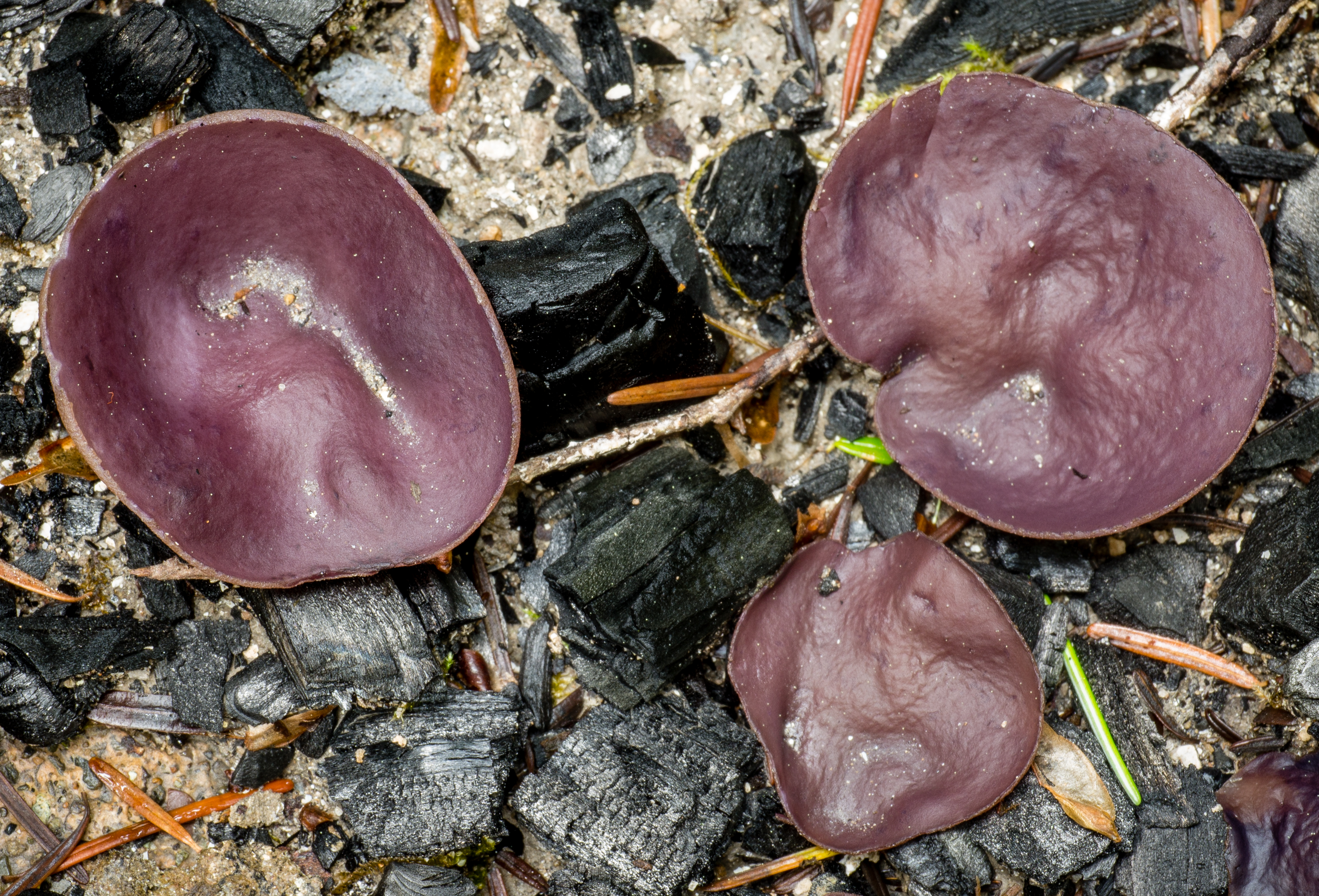
Peziza praetervisa
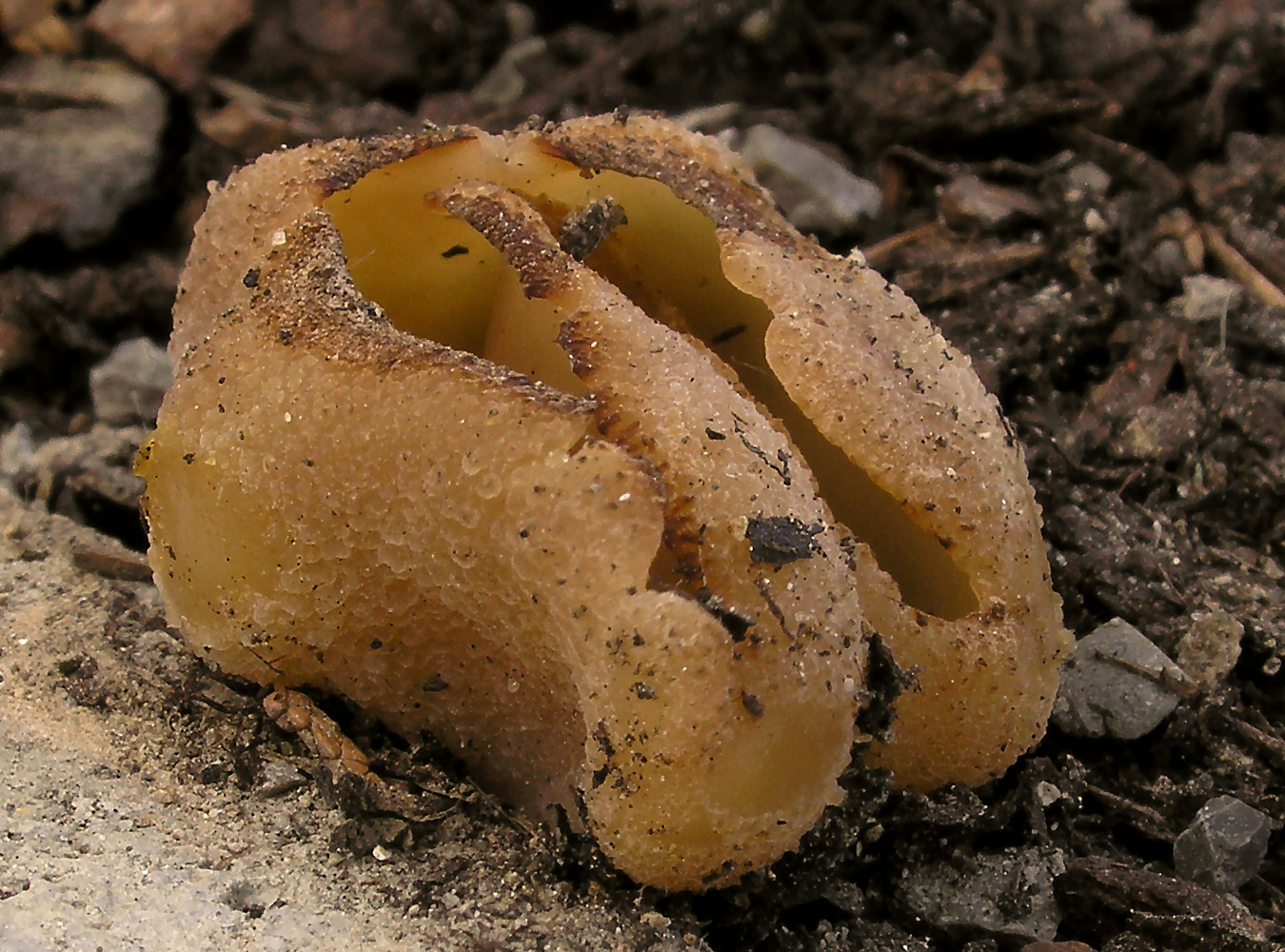
Peziza vesiculosa
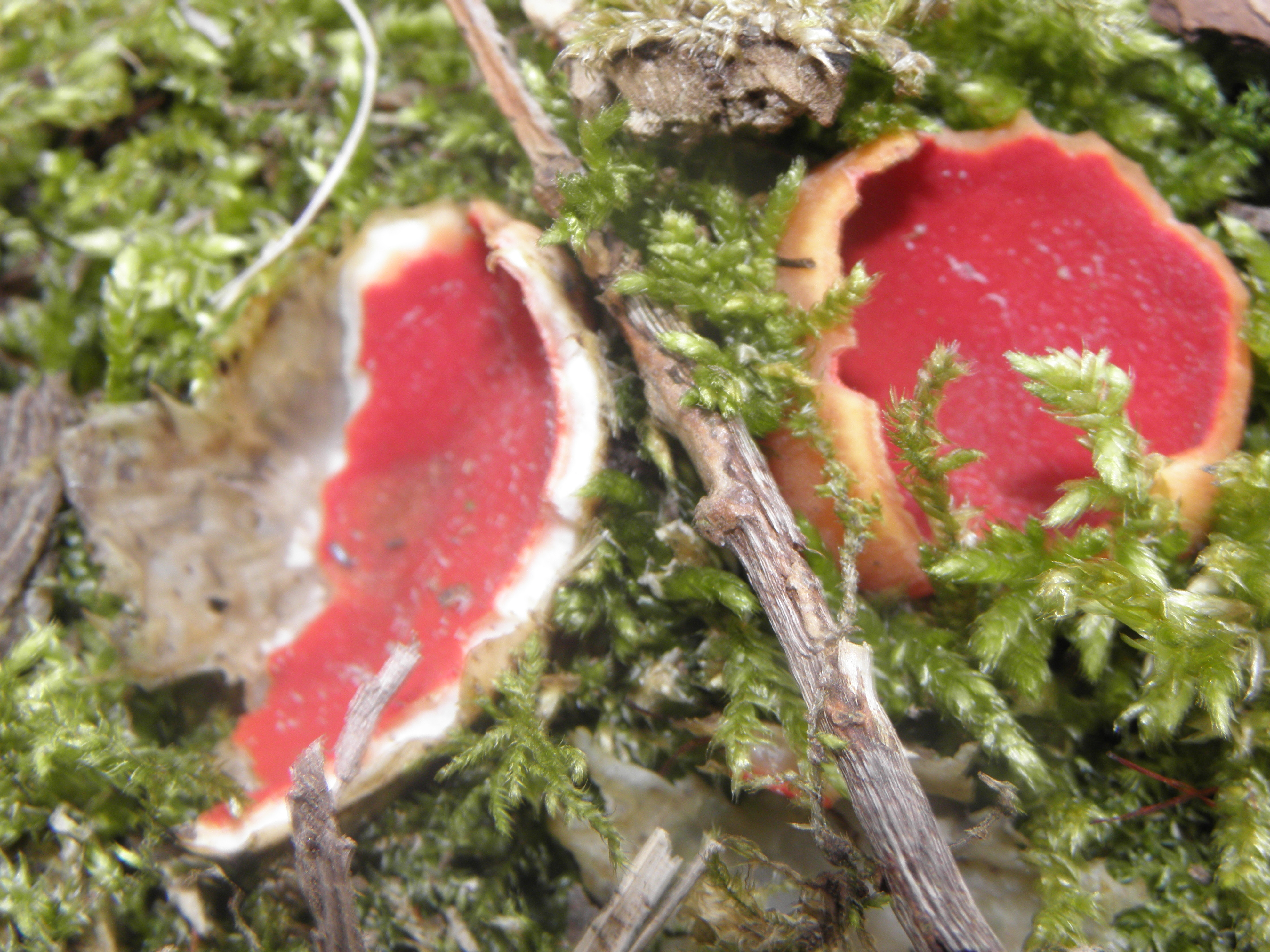
Sarcoscypha coccinea

## Valorificare
Coronița violetă este consumată crud extrem de otrăvitoare pentru că conține giromitrină ca de exemplu multe specii ale genului Helvella și a cauzat deja multe otrăviri serioase, una, comentată în 1920 din regiunea Munțiilor Jura, chiar și letală. Bine fiartă este comestibilă, dar de valoare gastronomică scăzută. Cel mai bine se prepară ca adăugare la alte soiuri comestibile din încrengătura ascomicetelor. Opăriți cel puțin mereu ciupercile înainte de a le prăjii sau fierbe bine. Dacă le fierbeți, vărsați prima apă de fiert. Odată uscată și-a pierdut toxina. Mai departe, ciuperca acumulează un derivat al arsenului (acidul monometilarsonic) în doze destul de mari. Buretele însă nu prezintă doar aspecte negative, el este și o sursă importantă de vanadiu, necesară organismului; după cum sa arătat într-un alt studiu din 2007, el prezintă o concentrație de vanadiu de până 0,142 mg/kg de ciupercă în formă uscată.
Aveți și în vedere că specia este înregistrată în Lista Roșie pentru macro-fungii României ca NT=probabil să devină pe cale de dispariție în viitorul apropiat.

## Bibiliografie
- Bruno Cetto, „I funghi dal vero”, vol. 1-7
- Rose Marie Dähncke: „1200 Pilze in Farbfotos”, Editura AT Verlag, Aarau 2004, p. 526, ISBN 3-8289-1619-8
- Ewald Gerhard: „Der große BLV Pilzführer“ (cu 1200 de specii descrise și 1000 fotografii), Editura BLV Buchverlag GmbH & Co. KG, ediția a 9-a, München 2018, ISBN 978-3-8354-1839-4
- Jean-Louis Lamaison & Jean-Marie Polese: „Der große Pilzatlas“, Editura Tandem Verlag GmbH, Potsdam 2012, ISBN 978-3-8427-0483-1
- J. E. și M. Lange: „BLV Bestimmungsbuch - Pilze”, Editura BLV Verlagsgesellschaft, München, Berna Viena 1977, ISBN 3-405-11568-2
- Hans E. Laux: „Der große Pilzführer, Editura Kosmos, Halberstadt 2001, ISBN 978-3-440-14530-2
- Gustav Lindau: „Kryptogamenflora für Anfänger: Eine Einführung in das Studium der blütenlosen Gewächse für Studierende und Liebhaber“, vol. 2, Editura Julius Springer, Berlin 1922
- Till E. Lohmeyer & Ute Künkele: „Pilze – bestimmen und sammeln”, Editura Parragon Books Ltd., Bath 2014, ISBN 978-1-4454-8404-4
- Meinhard Michael Moser: „Kleine Kryptogamenflora der Pilze – vol. II a.: „Höhere Phycomyceten und Ascomyceten”, Editura Gustav Fischer, Jena 1963